# Sint-Donaasproosdij

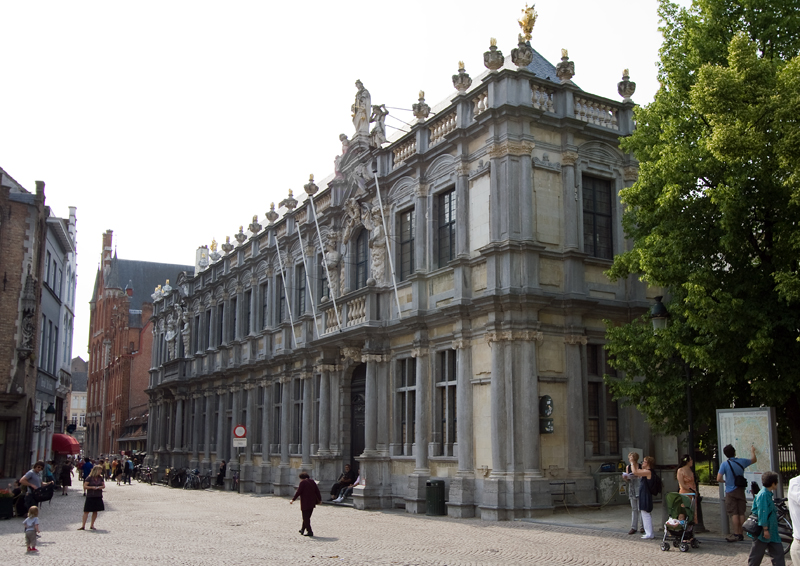
De Sint-Donaasproosdij

De Sint-Donaasproosdij is een triomfalistisch barok gebouw op de Burg in Brugge, en de voormalige hoofdzetel van de kerkelijke heerlijkheid Sint-Donaas.

## Vroegste geschiedenis
Onder Robrecht I van Vlaanderen werden in 1089 de proosten van de Sint-Donaaskathedraal erfelijk kanselier van het graafschap Vlaanderen.
In die hoedanigheid verzorgden zij niet alleen de grafelijke administratie, zij bouwden ook een belangrijke kerkelijke heerlijkheid uit met haar eigen administratie en rechtbank.
Toen Brugge in 1560 zijn eerste bisschop, Petrus Curtius, kreeg, gingen de titels van proost en kanselier over op de in het totaal 17 bisschoppen die de stad zou kennen voor het einde van het ancien régime.

## Vanaf de 17e eeuw
Het huidige gebouw uit 1665-1666 van de Antwerpse architect Cornelis Verhouven en de uit Antwerpen afkomstige kanunnik Frederic Hillewerve is opgetrokken in een triomfalistisch barokke stijl eigen aan de Contrareformatie.
De uitgesproken barokke vormentaal verwijst sterk naar de Antwerpse barokarchitectuur uit de 17e eeuw en is een unicum in de Brugse binnenstad.
De monumentale deur was een inrijpoort voor paarden en koetsen. Bovenop staat vrouwe Justitia en op het hoogste fronton vindt men de Griekse goden van waarheid, liefdadigheid en gerechtigheid.
Het rijke beeldhouwwerk is uitgevoerd door de Brugse beeldhouwer Cornelis Gailliaert.
De proosdij bestond oorspronkelijk uit twee bouwlagen en negen traveeën. De rechterzijde kreeg in 1865 een uitbreiding met een halve travee en een nieuwe zijgevel. Dit was nodig omdat de oostgevel, die niet bedoeld was om gezien te worden, aan het begin van de 19de eeuw was vrijgekomen na de sloop van de Sint-Donaaskathedraal. De voormalige proosdij kreeg zijn huidige afmetingen in 1907 toen het, na de sloop van enkele huizen, aan de linkerzijde (richting de Grote Markt) met zes traveeën werd verlengd.
Het gebouw is grondig gerestaureerd van 1972 tot 1974 volgens de plannen van architect Luc Dugardyn. De beelden zijn toen vernieuwd in Lavauxsteen door J. Dekeyzer (Langemark). De proosdij werd opnieuw opgefrist in 2001. Thans behoort het tot de ambtswoning van de gouverneur van West-Vlaanderen.